# Люботинь-Морґі
Люботинь-Морґі (пол. Lubotyń-Morgi) — село в Польщі, у гміні Старий Люботинь Островського повіту Мазовецького воєводства.
Населення — 107 осіб (2011).
У 1975-1998 роках село належало до Остроленцького воєводства.

## Демографія
Демографічна структура станом на 31 березня 2011 року:
|          | Загалом | Допрацездатний вік | Працездатний вік | Постпрацездатний вік |
| -------- | ------- | ------------------ | ---------------- | -------------------- |
| Чоловіки | 55      | 18                 | 26               | 11                   |
| Жінки    | 52      | 10                 | 25               | 17                   |
| Разом    | 107     | 28                 | 51               | 28                   |